# 2642 Vésale
A 2642 Vesale (ideiglenes jelöléssel 1961 RA) a Naprendszer kisbolygóövében található aszteroida. Sylvain Julien Victor Arend fedezte fel 1961. szeptember 14-én.